# Kristina Teachout
Kristina Teachout (* 13. September 2005 in Palm Bay, Florida) ist eine US-amerikanische Taekwondoin. Sie startet in der Gewichtsklasse bis 67 Kilogramm.

## Erfolge
Kristina Teachout begann im Alter von fünf Jahren mit Kampfsport und war ab 2022 im Erwachsenenbereich aktiv. Sie nahm unter anderem an den Weltmeisterschaften 2022 in Guadalajara und 2023 in Baku teil. Sie schied 2022 in der zweiten Runde gegen Ruth Gbagbi von der Elfenbeinküste aus, ein Jahr darauf gelang ihr der Einzug ins Achtelfinale, in dem sie der Norwegerin Mari Romundset Nilsen mit 1:2 unterlag. 2023 vertrat sie die Vereinigten Staaten bei den Panamerikanischen Spielen in Santiago de Chile schied sie in ihrer Konkurrenz zunächst im Viertelfinale aus, sicherte sich dann aber über die Hoffnungsrunde noch den Gewinn einer Bronzemedaille. Im April 2024 gewann sie das amerikanische Qualifikationsturnier für die Olympischen Spiele 2024 in Paris. Bereits bei den nationalen Ausscheidungskämpfen im Januar 2024 hatte sie unter anderem Anastasija Zolotic besiegt, die Olympiasiegerin von Tokio 2020.
Bei den Spielen selbst erreichte sie nach einem 2:1-Erfolg gegen die amtierende Weltmeisterin Magda Wiet-Hénin aus Frankreich das Viertelfinale, in dem sie der Ungarin Viviana Márton mit 1:2 unterlag. Da Márton im weiteren Turnierverlauf ins Finale einzog – und auch gewann – durfte Teachout in der Hoffnungsrunde starten. Mit 2:1 besiegte sie in deren ersten Runde Ruth Gbagbi und bezwang anschließend auch die Chinesin Song Jie mit 2:1, sodass sie eine Bronzemedaille gewann.